# Vindula catenes
Vindula catenes är en fjärilsart som beskrevs av Frederick DuCane Godman och Osbert Salvin 1888. Vindula catenes ingår i släktet Vindula och familjen praktfjärilar. Inga underarter finns listade i Catalogue of Life.